# Kerr bűzvirága
Kerr bűzvirága (Rafflesia kerrii) a kétszikűek (Magnoliopsida) Malpighiales rendjében az óriásvirágfélék (rafléziavirágúak, Rafflesiaceae) család névadó  Rafflesia (bűzvirág) nemzetségének egyik faja. Thaiföldön Szuratthani tartomány szimbóluma. Fajnevét az országban növényeket gyűjtő Arthur Francis George Kerr (1877-1942) ír botanikusról kapta.

## Származása, elterjedése
A Maláj-félszigeten és Dél-Thaiföldön honos. Leghíresebb populációja Thaiföldön, a Khao Sok Nemzeti Parkban díszlik. A nemzeti park kiadványa szerint ritka és veszélyeztetett faj; ennek oka, hogy a helyiek gyűjtik. Ennek dacára a Vörös listán nem szerepel.

## Megjelenése, felépítése
Gazdanövényéből csak a piros virág tör elő. Az 50–90 cm átmérőjű virág szaga a rothadó húséra emlékeztet.

## Életmódja, termőhelye
Kétlaki növény, amely a Tetrastigma kúszónövény nemzetség T. leucostaphylum, T. papillosum, T. quadrangulum fajain élősködik. A száraz időszakban, januártól márciusig virágzik. Főleg döglegyek porozzák be; ezeket bűzével vonzza magához.

## Felhasználása
A bennszülöttek gyógynövénynek tartják. Tudományosan nem bizonyított, hogy bármilyen élettani hatása lenne.

## Fordítás
- Ez a szócikk részben vagy egészben  a   Rafflesia kerrii című angol Wikipédia-szócikk fordításán alapul.  Az eredeti cikk szerkesztőit annak laptörténete sorolja fel. Ez a jelzés csupán a megfogalmazás eredetét és a szerzői jogokat jelzi, nem szolgál a cikkben szereplő információk forrásmegjelöléseként.